# KV30
Das altägyptische Grabmal KV30 im Tal der Könige (Osttal) wurde 1817 von Giovanni Battista Belzoni entdeckt, der für Earl Belmore grub. Das Grab trägt deshalb auch die Bezeichnung „Earl Belmore’s Grab“. Der Grabinhaber ist unbekannt.

## Erforschung und Publikation
Nach der Entdeckung 1817 besuchten 1825 James Burton und 1898 Victor Loret das Grab und erstellten Abbildungen davon. Eine Publikation zu den Arbeiten im Grab wurde nicht veröffentlicht. Die Ägyptologin Elizabeth Thomas untersuchte das Grab ebenfalls und beschrieb dieses kurz.
2009 arbeitete ein Team des Ägyptologischen Seminars der Universität Basel im Rahmen des University of Basel Kings' Valley Project unter anderem in KV30. Dabei konnte eine erste fotografische Dokumentation des Grabes erstellt werden. Eine Auswertung der Funde ist für die folgende Grabungssaison geplant. Nach Beendigung der Arbeiten im Grab wurde es wieder verschlossen.

## Lage und Architektur

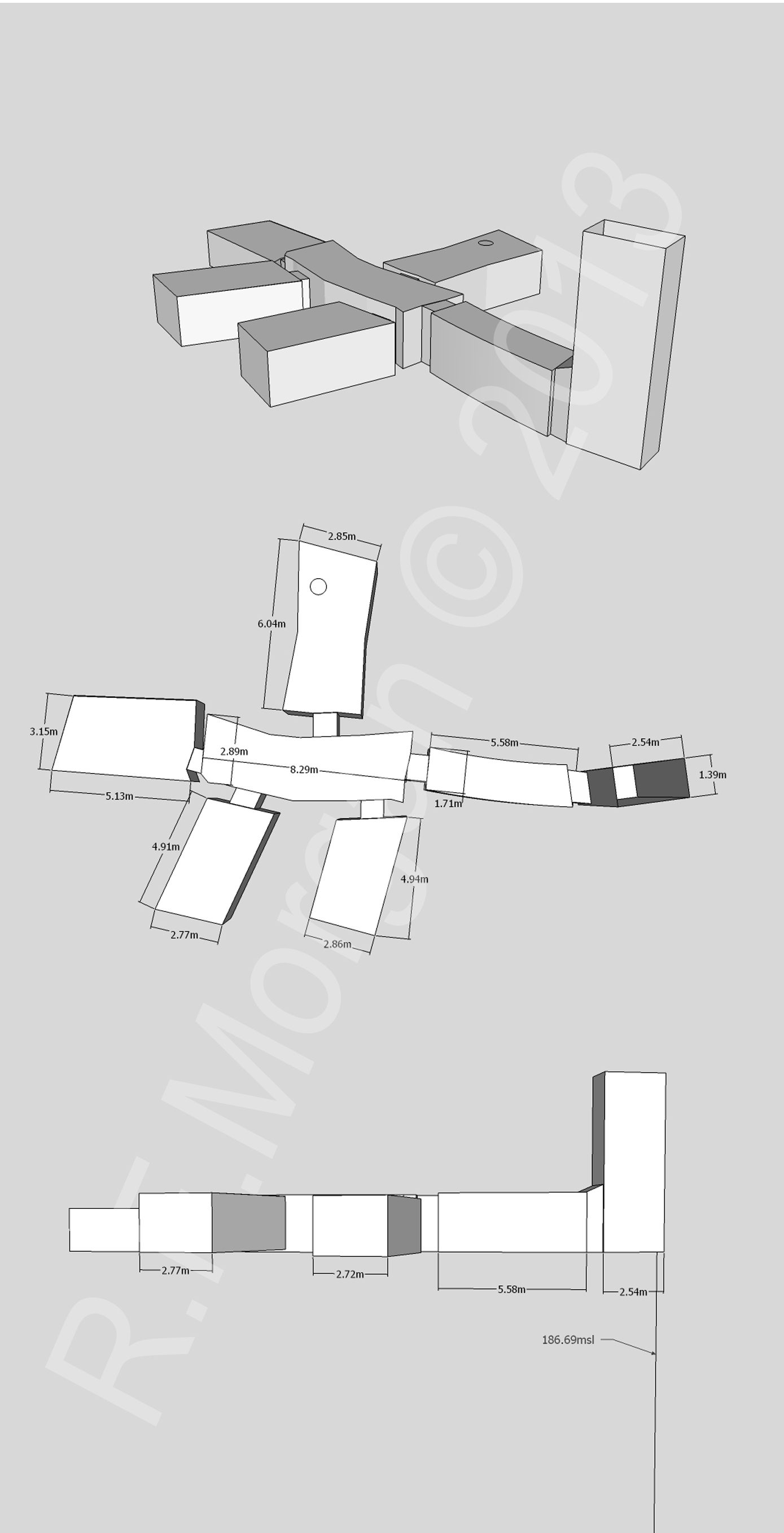
Isometrische Darstellung, Grundriss und Schnittzeichnung des Grabes

KV30 liegt im südwestlichen Wadi des Tals der Könige und befindet sich ca. 40 m nördlich von KV32. Vom Entwurf her ähnelt das Grab KV5, aber ebenso KV12 und KV27. Es hat eine Gesamtlänge von 42,06 m und besteht aus einem Schaft, einem Korridor, der in Kammer endet. Vom Korridor gehen drei weitere Seitenkammern ab. Untersuchungen zeigten eine gute Qualität des Felsens, in den es gearbeitet wurde. Der Felsen selbst ist nur roh bearbeitet und das Grab weist keine Dekorationen auf. James Burton entdeckte jedoch bei seiner Arbeit im Grab eine Markierung aus roten Schriftzeichen, die er für Steinmetzzeichen hielt. Den Untersuchungen im Jahr 2009 zufolge handelt es sich bei dem Graffito aus roter Tinte nicht um das eines Steinmetzes.

## Funde
Elizabeth Thomas entdeckte eine Tonscherbe, die bisher der einzige dokumentierte Fund des Grabes war. Das Objekt ist der 18. Dynastie zuzuordnen. Unsicher ist, ob der von Earl Belmore dem Britischen Museum geschenkte Sarkophag (EA 39), der ebenfalls in die 18. Dynastie datiert, aus diesem Grab oder KV31 stammt. Das Grabungsteam des Ägyptologischen Seminars der Universität Basel, unter der Leitung von Susanne Bickel, fand bei seinen Arbeiten im Schutt weitere Objekte, unter anderem Töpferwaren, Überreste von Holz und Schilf, ein Fragment aus polychromen Glas und Teile von hölzernen Sarkophagen.